# AxCrypt
AxCrypt ist eine Software zur fallweisen Verschlüsselung und Entschlüsselung von einzelnen Dateien, die den AES-Algorithmus mit einer Schlüssellänge von 128 oder 256 Bit verwendet. AxCrypt erzeugt bei der Verschlüsselung einer Datei ein Archiv, welches neben den verschlüsselten Daten der Datei weitere Metadaten enthält und löscht anschließend die Originaldatei. Zum Öffnen des Archives kann ein Doppelklick verwendet werden. AxCrypt entschlüsselt daraufhin die enthaltende Datei, schreibt diese ins Dateisystem und ruft anschließend damit die für die Dateierweiterung zuständigen Anwendung auf.
AxCrypt funktioniert mit Windows 95/98/Me/NT/2000/XP/7/8/10 sowie mit macOS und war vor der Version 2 freie Software, die unter der GNU GPL stand. Die quelloffene Version 1.x wird jedoch nicht weiter gepflegt. Hersteller war das Unternehmen Axantum Software Aktiebolag aus Järfälla, Schweden, das inzwischen jedoch nicht mehr aktiv an der Entwicklung von AxCrypt beteiligt ist.
Derzeit wird AxCrypt in den Sprachen Englisch, Niederländisch, Französisch, Deutsch, Italienisch, Koreanisch, Portugiesisch, Spanisch, Schwedisch, Türkisch, Russisch und Polnisch angeboten. Das Programm verfügt auch über einen integrierten Dateishredder.
Seit dem 29. August 2009 gibt es auch eine 64-Bit-Version.